# Face (verdedigingswerk)

De facen komen samen in de saillant

Een face is de schuine, naar buiten gerichte zijde van een bastion, lunet of ravelijn. Facen komen samen in de meest naar buiten gerichte punt (saillant) van het werk.
De uitspraak van enkelvoud en meervoud is: fas, fassen.